# Рокітниця (Мазовецьке воєводство)
Рокітниця (пол. Rokitnica) — село в Польщі, у гміні Нове-Място-над-Пилицею Груєцького повіту Мазовецького воєводства.
Населення — 225 осіб (2011).
У 1975-1998 роках село належало до Радомського воєводства.

## Демографія
Демографічна структура станом на 31 березня 2011 року:
|          | Загалом | Допрацездатний вік | Працездатний вік | Постпрацездатний вік |
| -------- | ------- | ------------------ | ---------------- | -------------------- |
| Чоловіки | 112     | 17                 | 81               | 14                   |
| Жінки    | 113     | 17                 | 63               | 33                   |
| Разом    | 225     | 34                 | 144              | 47                   |